# Фрич, Густав Теодор
Густав Теодор Фрич (нем. Gustav Theodor Fritsch; 1838—1927) — немецкий естествоиспытатель, анатом, антрополог, зоолог, физиолог, этнограф и путешественник; доктор наук. Дважды номинировался на Нобелевскую премию по физиологии или медицине (1910 и 1911).

## Биография
Густав Фрич родился 5 марта 1838 года в городе Котбусе. Изучал естественные науки и медицину в Берлине, Бреславле и Гейдельберге.

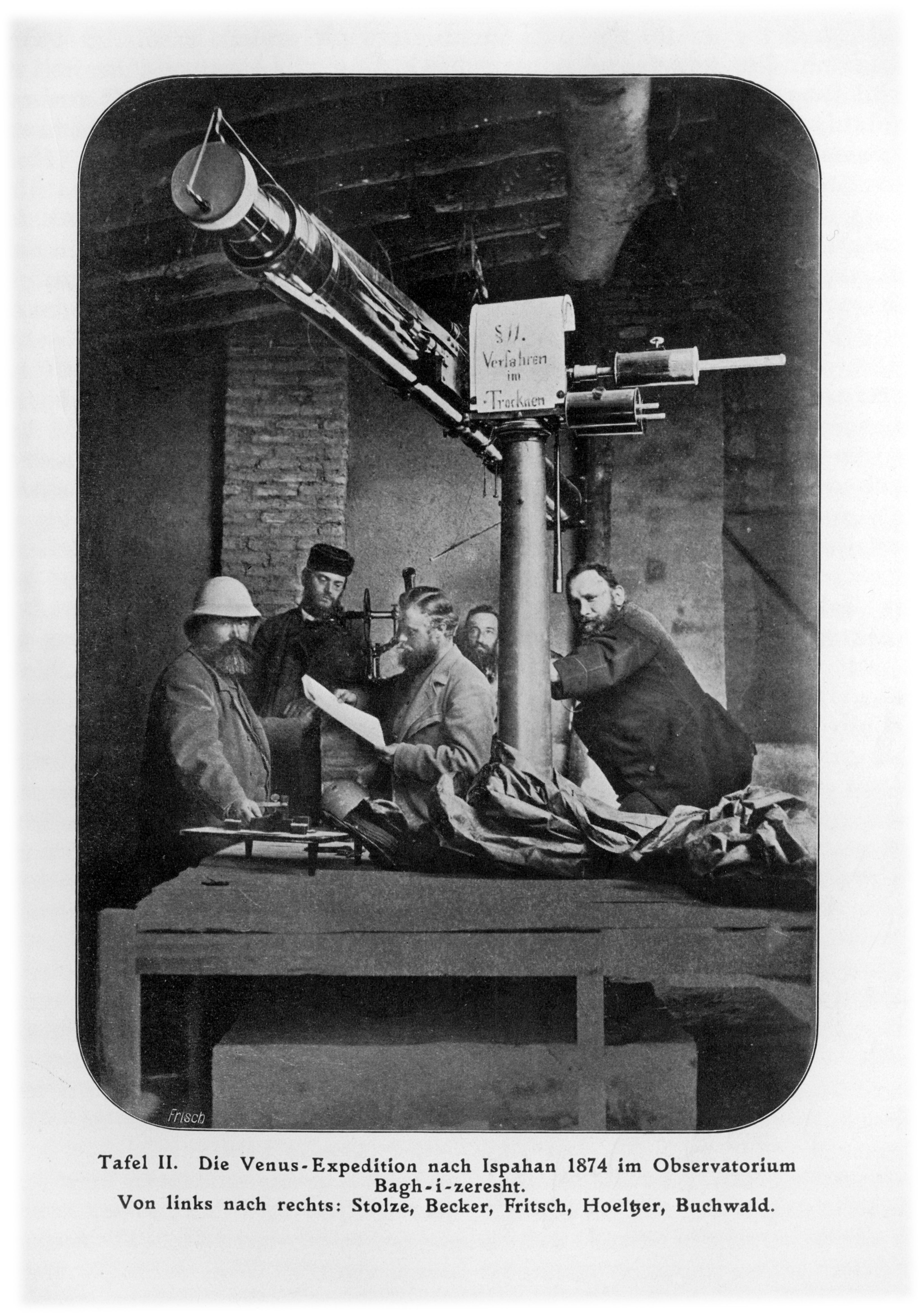
Экспедиция в Исфахан (1874)
(Густав Фрич, Эрнст Бекер, Эрнст Хёльцер, Франц Штольце)

С 1863 по 1866 год Фрич путешествовал по южным районам Африки. В 1867 году поступил ассистентом в анатомический институт Берлинского университета, где в 1874 году был назначен экстраординарным профессором и руководителем гистологического отделения при физиологическом институте. Совместно с Эдуардом Гитцигом он установил электрическую возбудимость головного мозга, тем самым выявив корреспонденцию между определенными областями мозга и моторными реакциями.
В 1868 году Густав Теодор Фрич сопровождал экспедицию, снаряженную для наблюдения затмения Солнца в Аден, в 1874 году участвовал в астрономической экспедиции в Персию (посланную для наблюдения за прохождением Венеры по диску Солнца), откуда предпринял путешествие в Малую Азию с целью изучения фауны этой области. 
В 1881—1882 гг., по поручению Прусской академии наук, изучал в Египте электрических рыб. 
В 1910 и 1911 году заслуги Фрича были отмечены номинацией на Нобелевскую премию по физиологии или медицине. Помимо этого он был принят в ряды Леопольдины и Берлинского общества антропологии, этнологии и истории.
Научные работы Г. Т. Фрича касаются преимущественно области сравнительной анатомии, физиологии и антропологии.
Густав Теодор Фрич умер 12 июня 1927 года в городе Берлине.
Был женат на Хелене Бреслау (нем. Breslau Helene; 1851–1915) — дочери немецкого издателя Фердинанта Хирта; в этом браке у них родились дочь и сын.

## Избранная библиография
- «Drei Jahre in Südafrika» (Бреславль, 1868);
- «Die elektrische Erregbarkeit des Grosshirns» («Arch. Anat. u. Physiol.», 1870; на изложенных в этой статье выводах основывается все современное учение о «локализации»);
- «D. Eingeborenen Südafrikas» (Бреславль, 1873);
- «Ueber das stereoskopische Sehen im Mikroskop» (Б., 1873);
- «Untersuchungen über den feineren Bau des Fischgehirns» (Б., 1878);
- «Die elektrischen Fische» (Лейпциг и Б., 1886—1890);
- «Entstehung der Rassenmerkmale des menschlichen Haares» («Sitz. ber. Ak. Wiss.», Б., 1891);
- «Rassenunterschiede der menschlichen Retina» (там же, 1891);
- «Die Gestalt des Menschen für Künstler und Anatomen dargestellt» (Штутгарт, 1899).